# Musée national de Poznań
Le musée national de Poznań (polonais : Muzeum Narodowe w Poznaniu), en Pologne, communément abrégé en MNP, est un établissement culturel public et l'un des plus grands musées en Pologne. Il abrite une riche collection de peinture polonaise depuis le XVIe siècle, et une collection de peinture étrangère (italienne, espagnole, hollandaise et allemande). Le musée héberge également des collections numismatiques et une galerie d'arts appliqués.

## Histoire
Le musée est créé en 1857 sous le nom de « Musée d'antiquités polonaises et slaves ». Au cours de la Seconde Guerre mondiale , le bâtiment est endommagé et la collection pillée par l'armée allemande, tandis que de nombreuses expositions du musée, y compris des collections naturalistes et ethnographiques, sont détruites. Après la guerre, le gouvernement polonais récupère la plupart des œuvres saisies par les Nazis.

## Collections
Les collections du musée sont exposées dans sept domaines thématiques qui explorent les grandes tendances et disciplines d'une époque : la galerie de l'Antiquité, le Moyen Âge, l'Art polonais du XVIe-XVIIIe siècle, et dans la nouvelle aile, la galerie de l'art polonais, depuis la période des partitions de la Pologne jusqu'à la fin de la seconde Guerre Mondiale, le musée de l'Art européen (ou de la Peinture Étrangère), la galerie d'Art moderne, de l'Affiche et du Graphisme.

Peinture polonaise
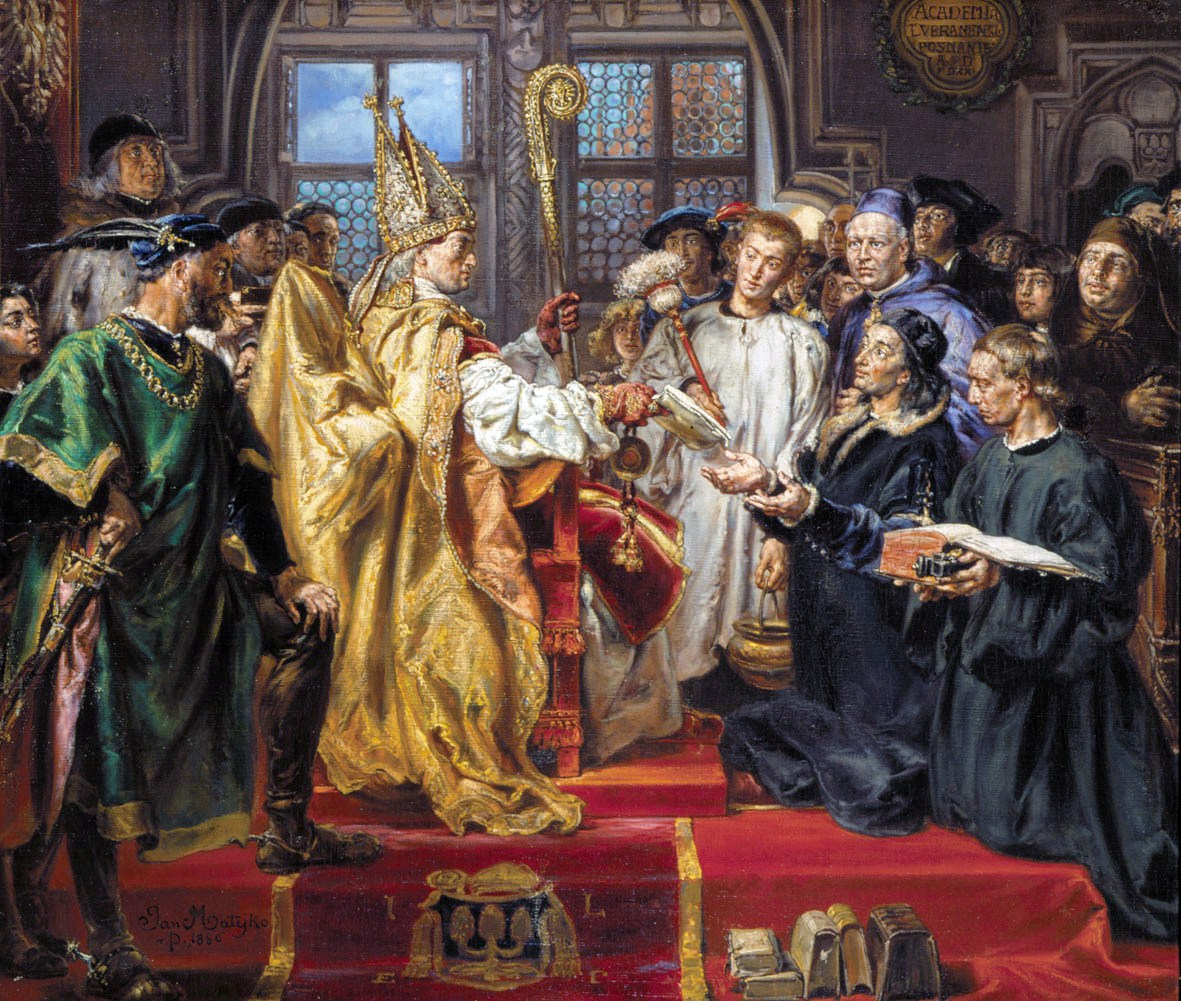
Jan Matejko, Fondation de l'Académie Lubrański à Poznań
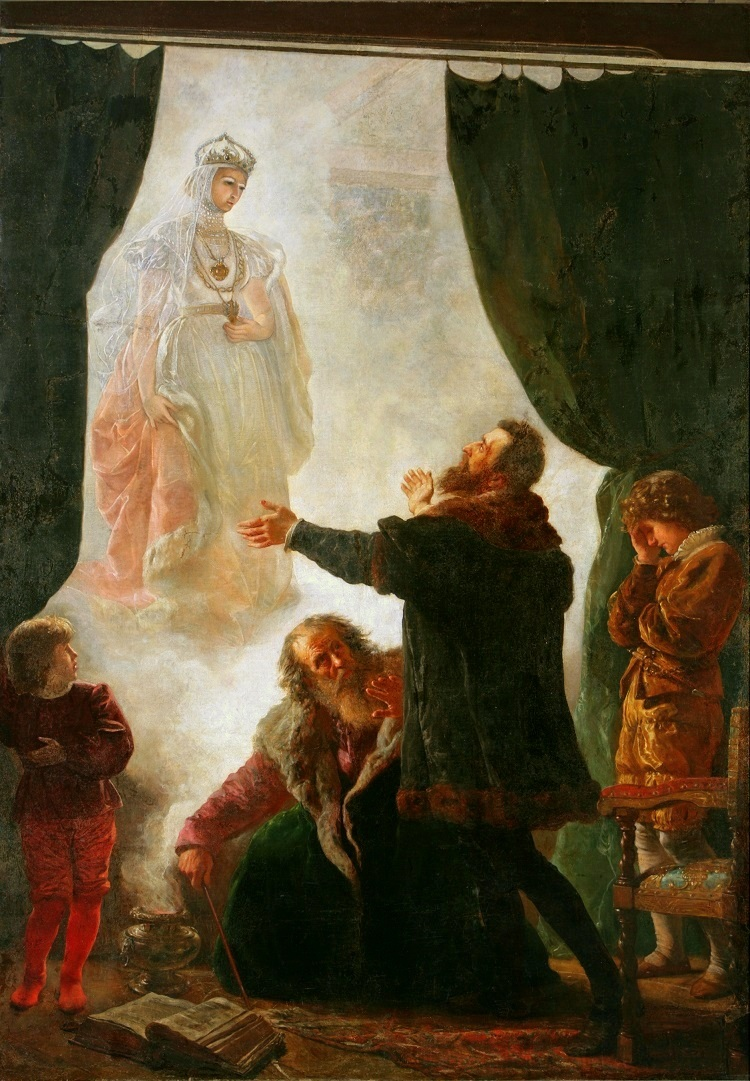
Wojciech Gerson, Le Fantôme de Barbara Radziwiłł
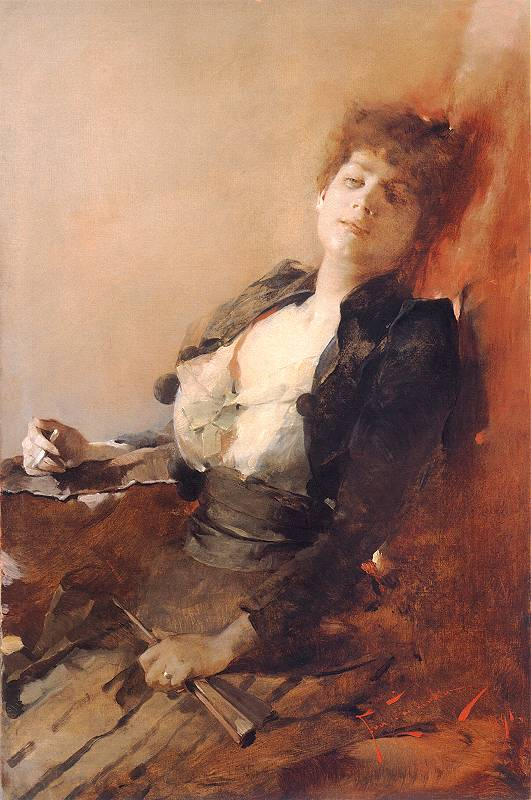
Franciszek Żmurko, Portrait d'une femme à l'éventail et à la cigarette
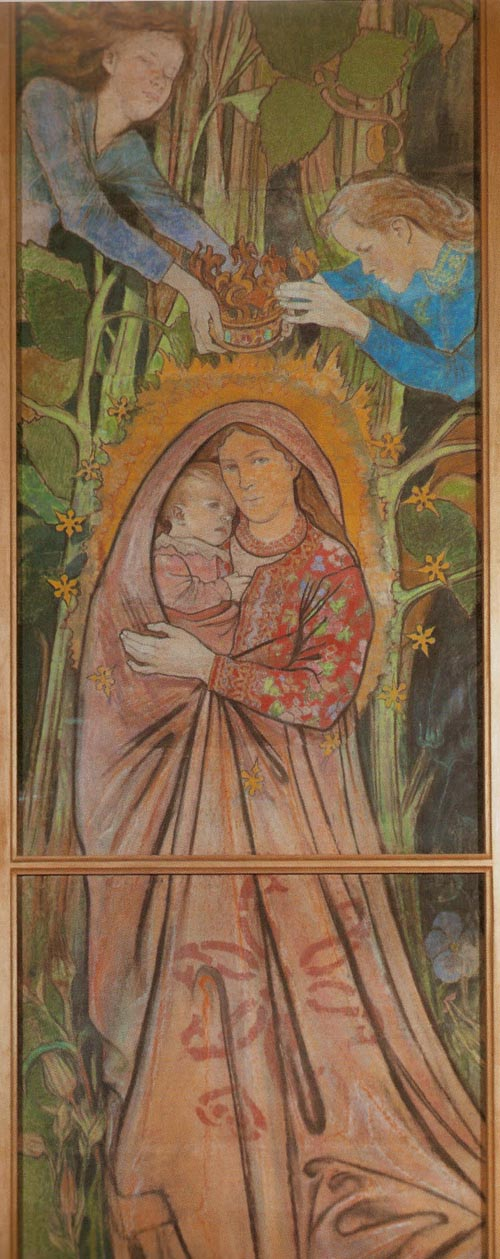
Stanisław Wyspiański, Vierge à l'Enfant
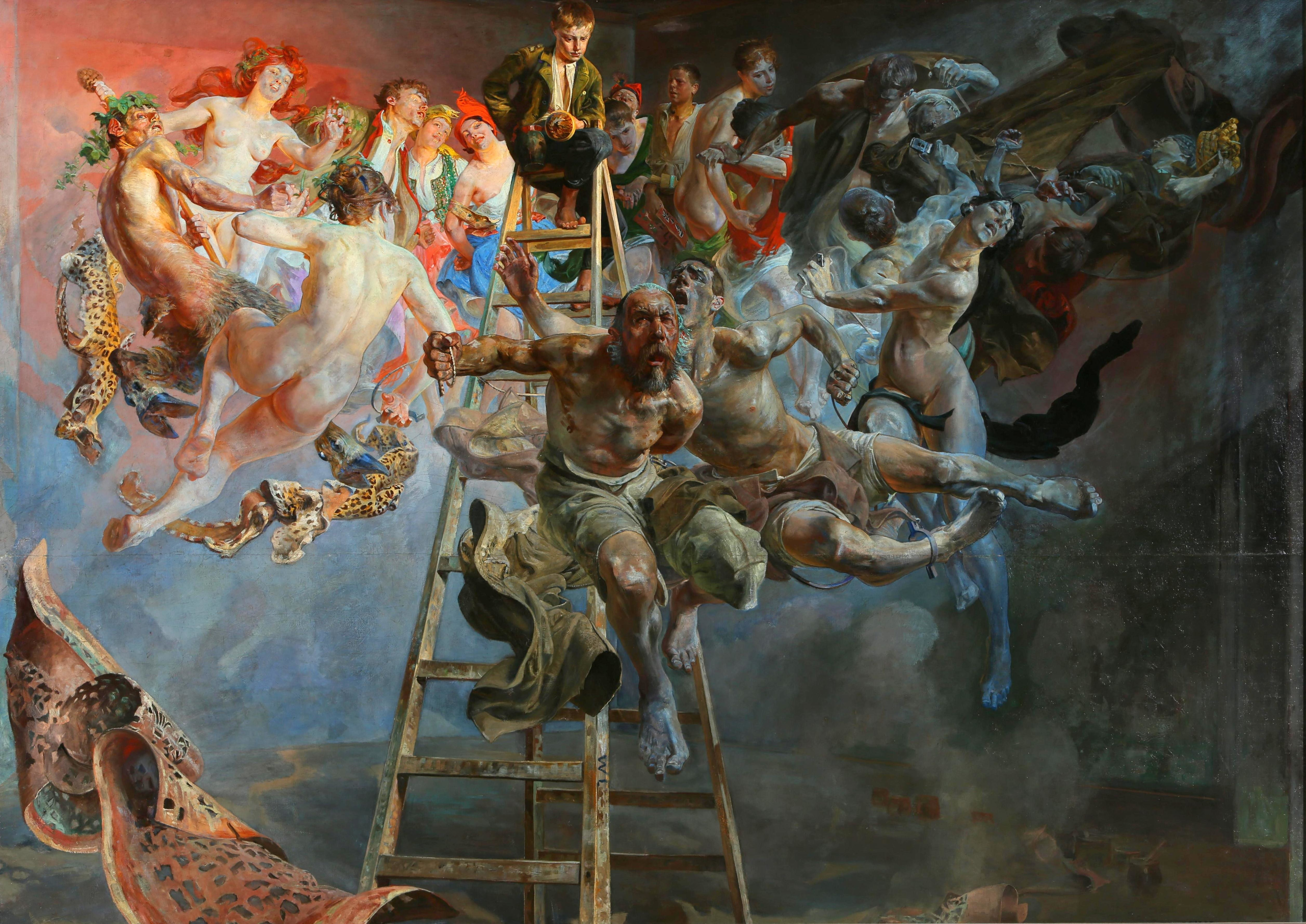
Jacek Malczewski, Cercle vicieux

### Peinture étrangère
Le bâtiment principal héberge une des plus grandes galeries de peinture étrangère en Pologne, principalement originaires de la collection détenue par le comte Atanazy Raczyński :
- Sofonisba Anguissola, Le Jeu d'échecs,
- Angelo Bronzino, Portrait de Cosme de Medicis en armure,
- Alonso Sánchez Coello, Le Festin royal,
- Jan van Kessel, el Mozo, Nains avec un chien,
- Quentin Massys, la Vierge et l'Enfant avec l'Agneau,
- Juan Carreño de Miranda, L'Assomption,
- Claude Monet, la Plage de Pourville[2]
- Johann Friedrich Overbeck, Le Mariage,
- Francesco Raibolini, Vierge à l'Enfant avec saint François,
- Jacob Ruysdael, La Pêche,
- Frans Snyders, Wild Boar Hunt,
- Bernardo Strozzi, L'Enlèvement d'Europe,
- Diego Velázquez (ou son atelier), Femme aveugle,
- Francisco de Zurbarán, La Vierge du Rosaire vénérée par les chartreux.

Peinture étrangère
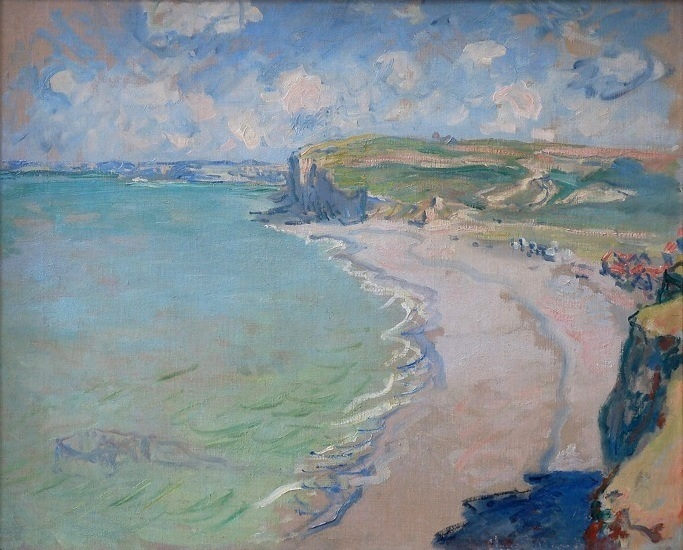
Claude Monet, Plage de Pourville, 1882
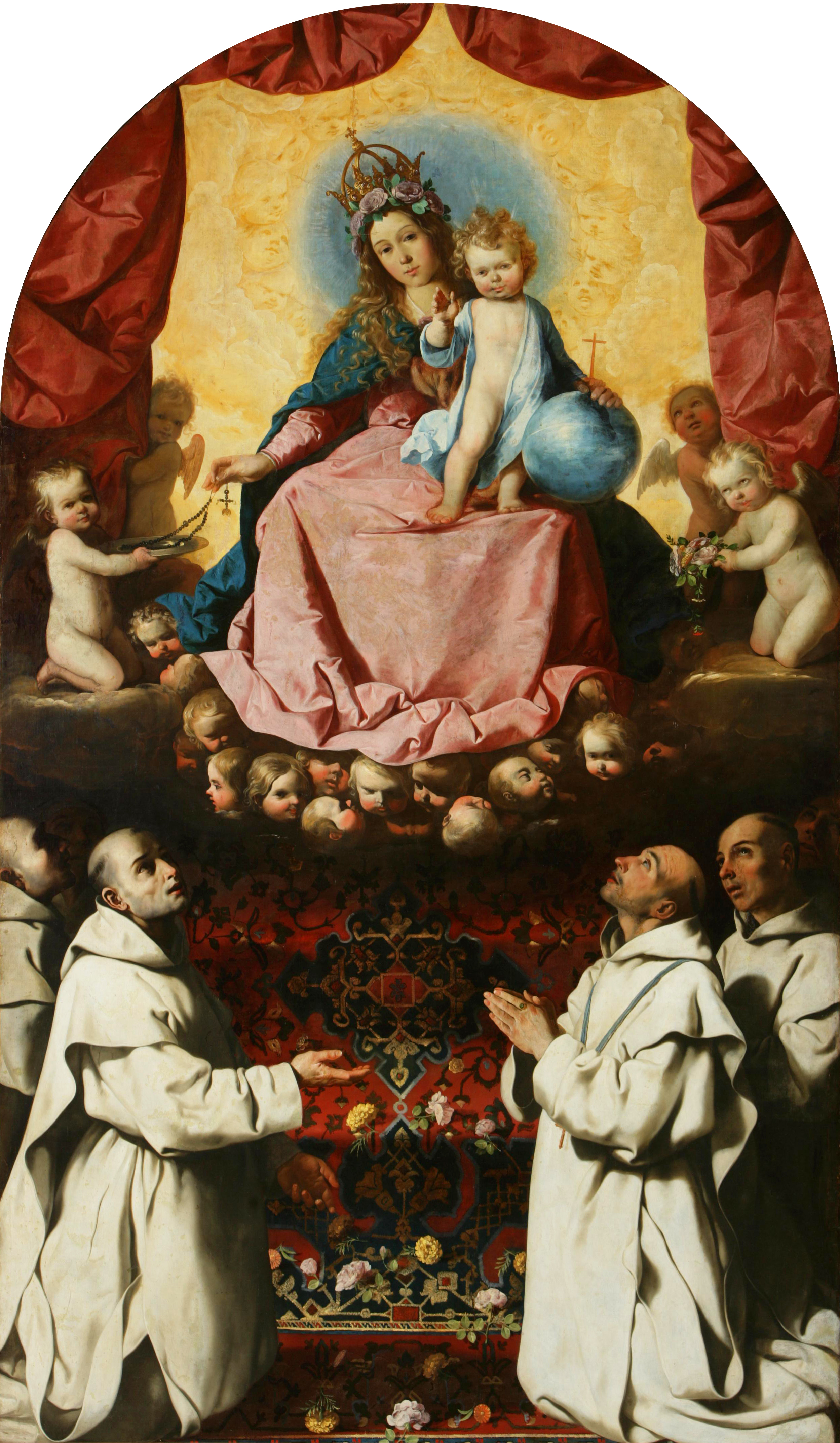
Francisco de Zurbarán, Vierge du Rosaire vénérée par les chartreux, vers 1637–1639
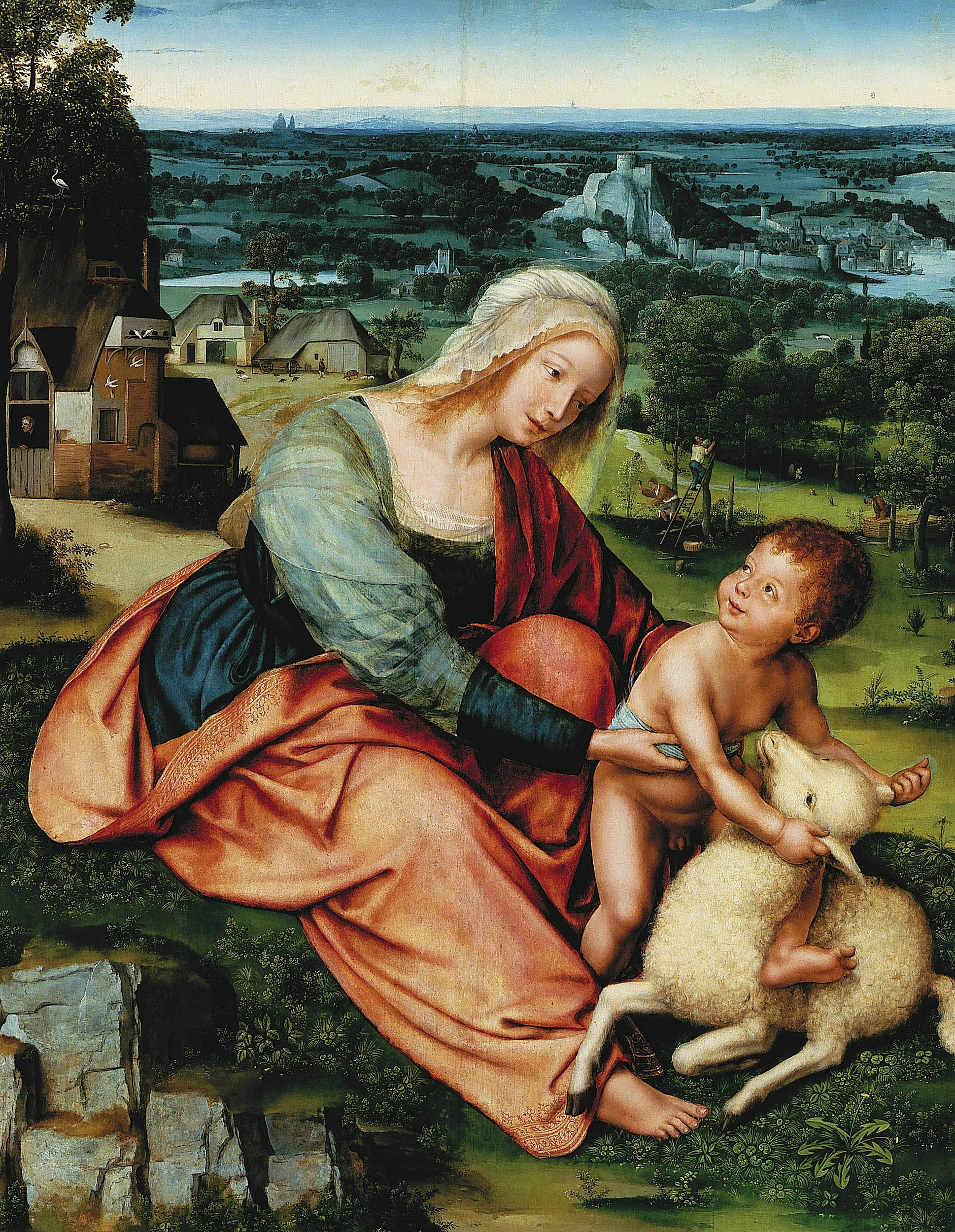
Quentin Massys, Vierge à l'enfant avec l'Agneau, vers 1513
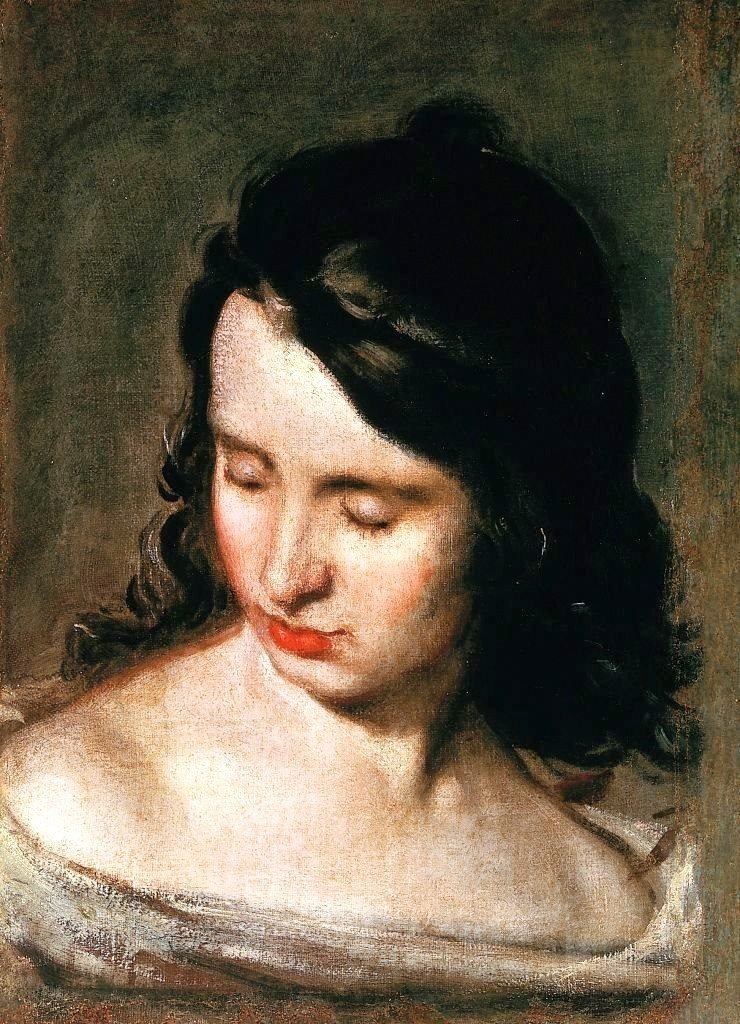
Diego Velázquez, Femme aveugle, 1650
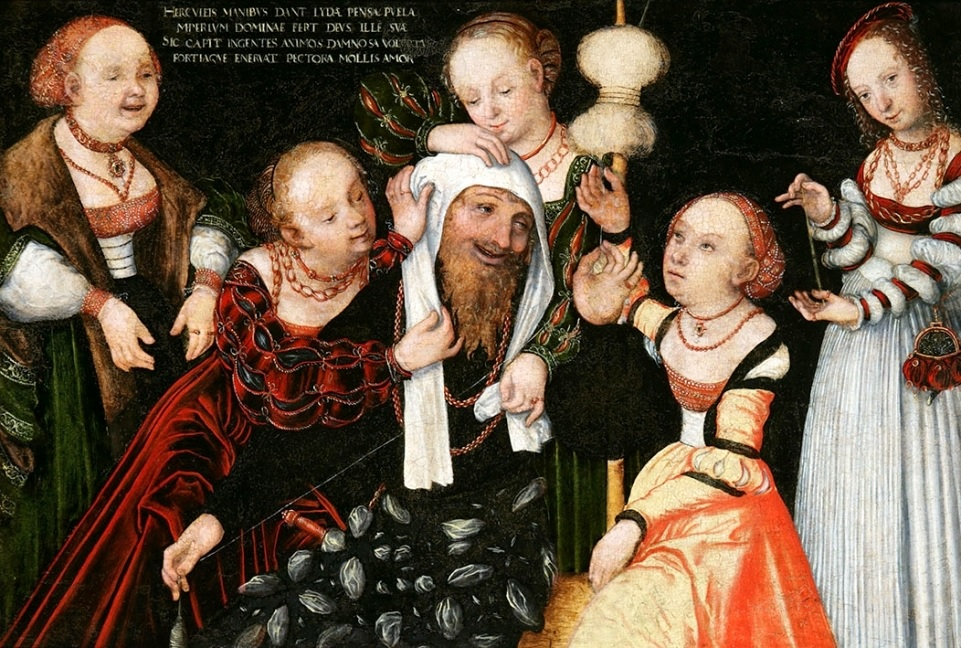
Lucas Cranach l'Ancien, Hercule et Omphale, 1537
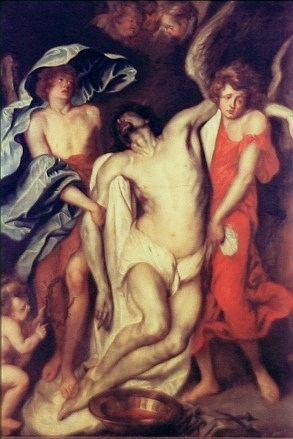
Entourage d'Antoine van Dyck, Le Christ soutenu par des anges, 1640-1650
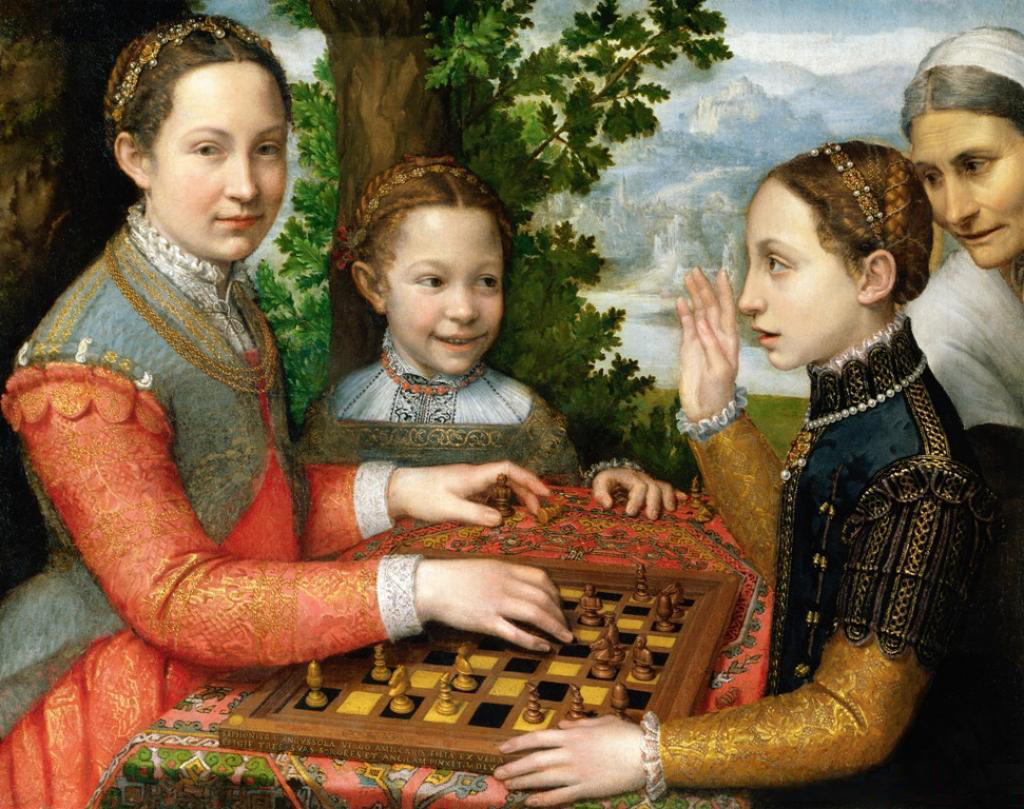
Sofonisba Anguissola, Le Jeu d'échecs, 1555
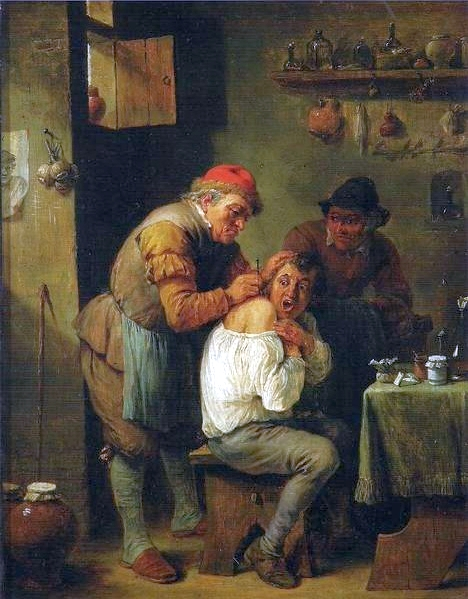
David Teniers le Jeune, Opération, 1655
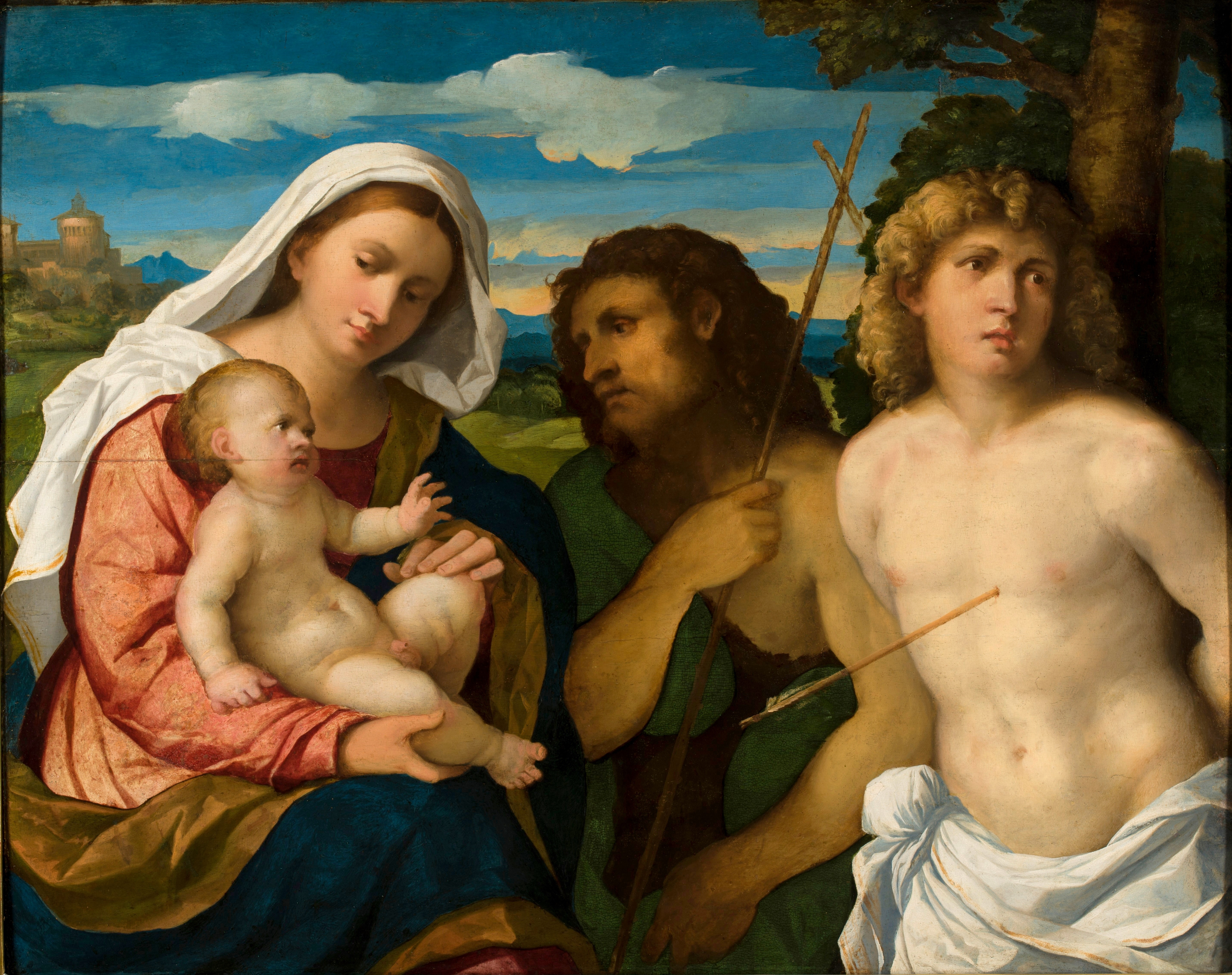
Palma Vecchio, Conversation sacrée, vers 1516-1518